# Albert Batteux

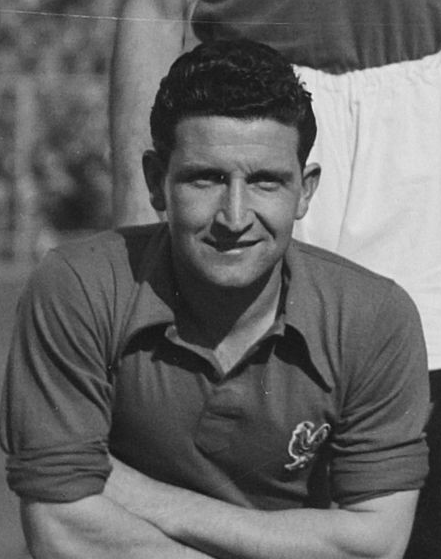
Albert Batteux im Jahr 1949

Albert Batteux (* 2. Juli 1919 in Reims; † 28. Februar 2003 in Meylan, Département Isère) war ein französischer Fußballtrainer und Fußballspieler. Aufgrund seiner Erfolge ist er in die Geschichte des französischen Fußballs eingegangen: Im Jahr 2000 wurde er (hinter dem Weltmeistertrainer von 1998, Aimé Jacquet) zum zweitbesten französischen Trainer des Jahrhunderts gewählt, und Mitte 2013 hat ihn die Redaktion von France Football einmütig zum besten Vereinstrainer, der seit 1932 in der höchsten französischen Liga tätig war, erklärt.

## Der Spieler
Seine Karriere als Spieler vollzog sich bei seinem Heimatverein Stade de Reims, für den der Stürmer, der zunehmend in der Läuferreihe aufgestellt wurde, von 1937 bis 1950 erfolgreich, wenn auch durch den Zweiten Weltkrieg unterbrochen, kickte: 1937–1939 war Reims nicht in der höchsten Spielklasse (Division 1) vertreten und während der Besatzung (1940–1944) gehörte Batteux nicht durchgängig zum Kader des in der Nordstaffel spielenden Klubs, aber er stand 1944 mit der regionalen Auswahlmannschaft (Équipe Fédérale) Reims-Champagne im Pokalendspiel (0:4 gegen die ÉF Nancy-Lorraine). Ab 1945, unter wieder reguläreren Bedingungen, spielte er in der Stammelf des Erstligisten, mit dem er 1949 dann auch Meister und 1950 Pokalsieger wurde. Nach dem Pokalerfolg wurde Albert Batteux Trainer ebendieses Vereins, wobei er sich in den folgenden beiden Spielzeiten immerhin noch in 34 der insgesamt 68 Erstligapartien selbst aufstellte.
Sein Debüt in der französischen Fußballnationalmannschaft gab Batteux am 6. Juni 1948. Er absolvierte 1948 und 1949 acht Einsätze für die Équipe Tricolore, schoss dabei ein Tor und war in vier Partien auch Mannschaftskapitän.

### Erfolge als Spieler
- Französischer Fußballmeister 1949 mit Stade de Reims.
- Französischer Fußballpokalsieger 1950 mit Stade de Reims.

## Der Trainer
Gleich nach seinem Rücktritt als Spieler vertraute Klubpräsident Henri Germain Albert Batteux seine alte Mannschaft an, für die er insgesamt dreizehn Jahre (1950–1963) in der Verantwortung stand und sie mit seiner Trainerphilosophie des schnellen, technisch anspruchsvollen Offensivspiels zu einem der besten Teams in Europa formte. Fünfmal wurde Reims in dieser Zeit französischer Meister, zweimal (1954, 1963) Vizemeister, einmal Pokalsieger, und zweimal unterlag Stade erst im Endspiel des Europapokals der Landesmeister Real Madrid.
Neben seiner Tätigkeit als Klubtrainer war er von Ende Februar 1955 bis Mai 1962 ebenfalls für die Nationalelf zuständig, die er in 56 Länderspielen betreute. Bei der Fußball-Weltmeisterschaft 1958 führte er diese auf den dritten Platz – Frankreichs bis dahin größter Erfolg. Dabei hatte Batteux gezögert, als das Auswahlkomitees des französischen Verbands FFF ihm auf Vorschlag Pierre Pibarots diese Position antrug; Jules Bigot hatte sie nämlich kurz zuvor gekündigt, weil besagtes Komitee ihm hinsichtlich Lehrgangsdurchführung und Auswahl der einzuladenden Spieler nur minimalen Gestaltungsspielraum gelassen hatte. Erst nach einem Gespräch mit Paul Nicolas, dem kommenden „starken Mann“ des Comité de sélection, in dem dieser ihm die „alleinige Verantwortlichkeit in sämtlichen technischen und taktischen Fragen“ zusicherte, gab Batteux sein Einverständnis und wurde am 25. Februar 1955 förmlich ernannt. Zum Einstand führte er die Bleus Mitte März zu einem 2:1-Auswärtssieg gegen Spanien, in dem er fünf Reimser Spieler eingesetzt hatte, von denen Raymond Kopa nach dem Schlusspfiff von begeisterten spanischen Zuschauern über den Rasen des Estadio Santiago Bernabéu getragen wurde.
Von 1963 bis 1967 verschwand Batteux etwas aus den Schlagzeilen (Trainer bei Grenoble FC in der Division 2), bevor ihn die AS Saint-Étienne als Nachfolger von Jean Snella verpflichtete und er mit den Stéphanois sofort eine Serie von drei Landesmeisterschaften in Folge (1968–1970) holte, dazu 1968 und 1970 durch den Gewinn des Pokals auch zweimal das Double schaffte. 1972 endete diese sehr erfolgreiche Zeit bei den Grünen (frz.: les Verts) aus Saint-Étienne; in seinen letzten Jahren als Trainer betreute er noch Olympique Avignon (Saison 1976/77 in der Division 2), OGC Nizza und in der Saison 1980/81 während 17 Spielen Olympique Marseille, bevor er sich in Grenoble zur Ruhe setzte.
Vieles von dem, was den Trainer Batteux – der reiner Autodidakt war – erfolgreich und populär gemacht hat, gehört heute zu den Selbstverständlichkeiten eines Übungsleiterdaseins; in einer Zeit, in der in Frankreich viele Vereine und auch die Nationalmannschaft noch gar keinen ausgebildeten, fest angestellten Trainer, und schon gar keinen Stab von Spezialisten beschäftigten – Batteux’ unmittelbarer Vorgänger in Reims, Henri Roessler, war typischerweise selbst noch Spielertrainer –, war das, was er Spielern und Klubpräsidenten „zumutete“, noch absolutes Neuland. Batteux hatte ein Konzept, das er seinen Spielern in Reims, Saint-Étienne und der Équipe Tricolore (die ja überwiegend aus Spielern seines Vereinsteams bestand) beibrachte: ständige Bewegung im Spiel ohne Ball, ruhiger Spielaufbau, hohe Ballfertigkeit auch der Verteidiger und vor allem: nicht auf Fehler des Gegners zu hoffen (Batteux nannte das den „englischen Hurra-Fußball“), sondern dem Gegner sein Spiel aufzuzwingen und sich im Bewusstsein der eigenen Stärken selbst zahlreiche Chancen zu erspielen. Spieler wurden von ihm stets ermutigt, ihre individuellen Stärken auf dem Platz auszuleben; den jungen Raymond Kopa beispielsweise forderte er nach einem Spiel ausdrücklich auf, in Zukunft häufiger etwas auf eigene Faust zu unternehmen: „Deine Dribblings sind eine fürchterliche Waffe – sie sind dein wichtigster Trumpf und damit auch der der Mannschaft, der du dadurch Freiräume eröffnest.“ Albert Batteux führte in den frühen 1950ern auch die in Frankreich bis dahin absolut ungebräuchliche und darum corner à la rémoise genannte kurze Ecke ein.
Gepaart mit einer absolut offensiven Ausrichtung ergab dies eine Spielweise, mit der sowohl Reims als auch Saint-Étienne jeweils mehr als ein Jahrzehnt lang den französischen Fußball dominierten. Diese Taktik erforderte höchste körperliche Fitness aller Spieler; deshalb führte Albert Batteux vor Saisonbeginn regelmäßig ein zehntägiges Trainingslager ein, in dem er speziell Kraft und Ausdauer des Kaders trainierte. Die Autorität des Trainers und vor allem die Erfolge seiner Maßnahmen führten dazu, dass grundlegende Kritik von Spielern und Journalisten die absolute Ausnahme in Batteux’ Laufbahn blieb, zumal er, was er von seiner Elf verlangte, nicht anordnete, sondern erklärte; dies hat ihm damals den Spitznamen „der Prediger“ (frz. le prédicateur) eingetragen. Noch heute hört man selbst von besonders kritischen und meinungsfreudigen Spielern wie Kopa, Dominique Colonna und Just Fontaine über ihren ehemaligen Trainer nur Lob und häufig sogar Worte der Verehrung.

### Erfolge als Trainer
- Dritter bei der Fußball-Weltmeisterschaft 1958
- achtmal französischer Fußballmeister: 1953, 1955, 1958, 1960, 1962 mit Stade de Reims und 1968, 1969, 1970 mit AS Saint-Étienne
- dreimal französischer Pokalsieger: 1958 mit Reims sowie 1968 und 1970 mit Saint-Étienne
- zweimal Finalist beim Europapokal der Landesmeister: 1956, 1959 mit Stade de Reims
- Sieger der Coupe Latine: 1953 mit Stade de Reims